# Dolgarrog
Dolgarrog est un village et une communauté du borough de comté de Conwy, au pays de Galles.
Il est situé dans le nord-ouest du borough de comté, près de la Conwy, à une douzaine de kilomètres au sud de la ville de Conwy. Au recensement de 2011, la communauté de Dolgarrog comptait 446 habitants.